# Rotvatnet (Hamarøy)
Der Rotvatnet (auch Nervatnet oder lulesamisch Ruohcajávri genannt) ist ein See auf dem Gebiet der Kommune Hamarøy im norwegischen Fylke (Provinz) Nordland.
Der 3,56 km2 große See liegt zwischen Bodø und Narvik, etwa 10 km südwestlich von Innhavet und unmittelbar westlich der Siedlung Tømmerneset. Die Europastraße 6 verläuft entlang seinem östlichen Ufer. Der See liegt auf 45 m Höhe und erstreckt sich mit einer Länge von 3,6 km und einer maximalen Breite von 2,2 km in allgemein nord-südlicher Richtung. Die Gesamtuferlänge beträgt 15,64 km. Der etwa 1,8 km lange Nordteil ist vergleichsweise schmal mit einer Breite von bis zu 500 m, während der Südteil nahezu die Form eines 2 km × 2 km großen Quadrats hat. Im See liegen ein Dutzend allesamt unbesiedelte kleine Inseln und Holme.

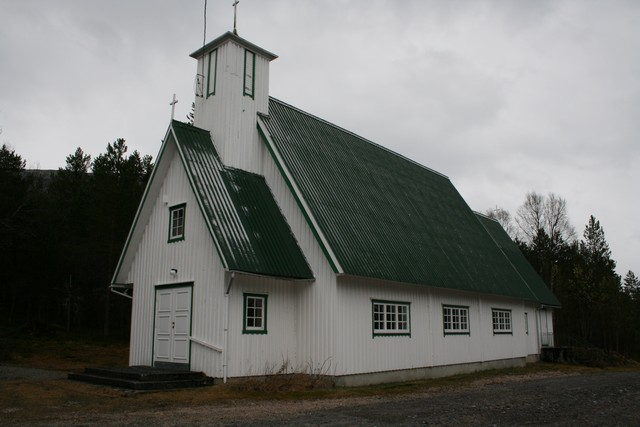
Die Kirche von Tømmernes am Ostufer des Sees

Die Berghänge rund um den See sind in den unteren Lagen bewaldet, ausgenommen ein kleiner Abschnitt am Nordende mit der Bootsanlegestelle von Tømmerneset, wo auch der Sagelva aus dem See abfließt und die Straße N835 (Riksvei 835) mit dem 8.079 km langen Steigentunnel von der E6 abzweigt.
Der Rotvatnet ist der letzte und nördlichste in einer Reihe von Seen, den sogenannten Sagvatnan („Sagseen“), von denen jeder in den jeweils nächst tiefer gelegenen entwässert. Er selbst entwässert über den Fluss Sagelva nach Norden in den Sagfjord, einen südlichen Nebenarm des Vestfjords. An seinem Südende geht er an der nur 100 m breiten Schmalstelle „Nerstraumen“ in den See Strindvatnet über. 